# 토마시 소우체크
토마시 소우체크(체코어: Tomáš Souček, 1995년 2월 27일 ~ )는 체코의 축구 선수이다. 포지션은 미드필더이며, 현재 잉글랜드의 1부 리그인 프리미어리그의 웨스트햄 유나이티드에서 활동하고 있다.

## 클럽 경력
2013년에 슬라비아 프라하 유스 팀에 입단했으며 2014년에 슬라비아 프라하 1군 팀으로 승격되었다. 2015년에는 체코의 2부 축구 리그인 포트발로바 나로드니 리가에 소속되어 있던 빅토리아 지슈코프로 임대되었다.
2015년 3월 8일에 열린 파스타프 즐린과의 홈 경기에 처음 출전하면서 리그 무대에 데뷔했는데 빅토리아 지슈코프는 파스타프 즐린에 1-2로 패배했다. 2014-15 포트발로바 나로드니 리가 시즌 종료와 함께 슬라비아 프라하로 복귀하면서 1. 체스카 포트발로바 리가 무대에 데뷔했다. 2015년 8월 165일에 열린 비소치나 이흘라바와의 홈 경기에서 자신의 리그 첫 골을 기록하면서 슬라비아 프라하의 4-0 승리에 기여했다.
2016-17 시즌 겨울 이적 시장에서 슬로반 리베레츠로 임대되었으며 시즌 종료와 함께 슬라비아 프라하로 복귀했다. 2017-18 시즌에서는 슬라비아 프라하의 체코컵 우승에 기여했다. 2018-19 시즌에서는 슬라비아 프라하의 리그 우승, 컵 대회 우승에 기여했고 1. 체스카 포트발로바 리가 올해의 선수상을 수상하는 영예를 안았다. 2019년 6월 17일에는 슬라비아 프라하와의 계약을 2024년까지 연장했다.

## 국가대표 경력
2013년부터 2017년까지 체코 U-19, U-20, U-21 축구 국가대표팀 선수로 활동했으며 폴란드에서 개최된 2017년 UEFA U-21 축구 선수권 대회에서는 3경기에 모두 출전했다. 2016년 11월 15일에 열린 덴마크와의 친선 경기에서 체코 축구 국가대표팀 선수로 데뷔했고 2017년 11월 8일에 열린 아이슬란드와의 친선 경기에서 자신의 국가대표팀 첫 골을 기록했다.

## 수상
슬라비아 프라하
- 1. 체스카 포트발로바 리가 2회 우승 (2016-17, 2018-19)
- 체코컵 2회 우승 (2017-18, 2018-19)